# João Canijo

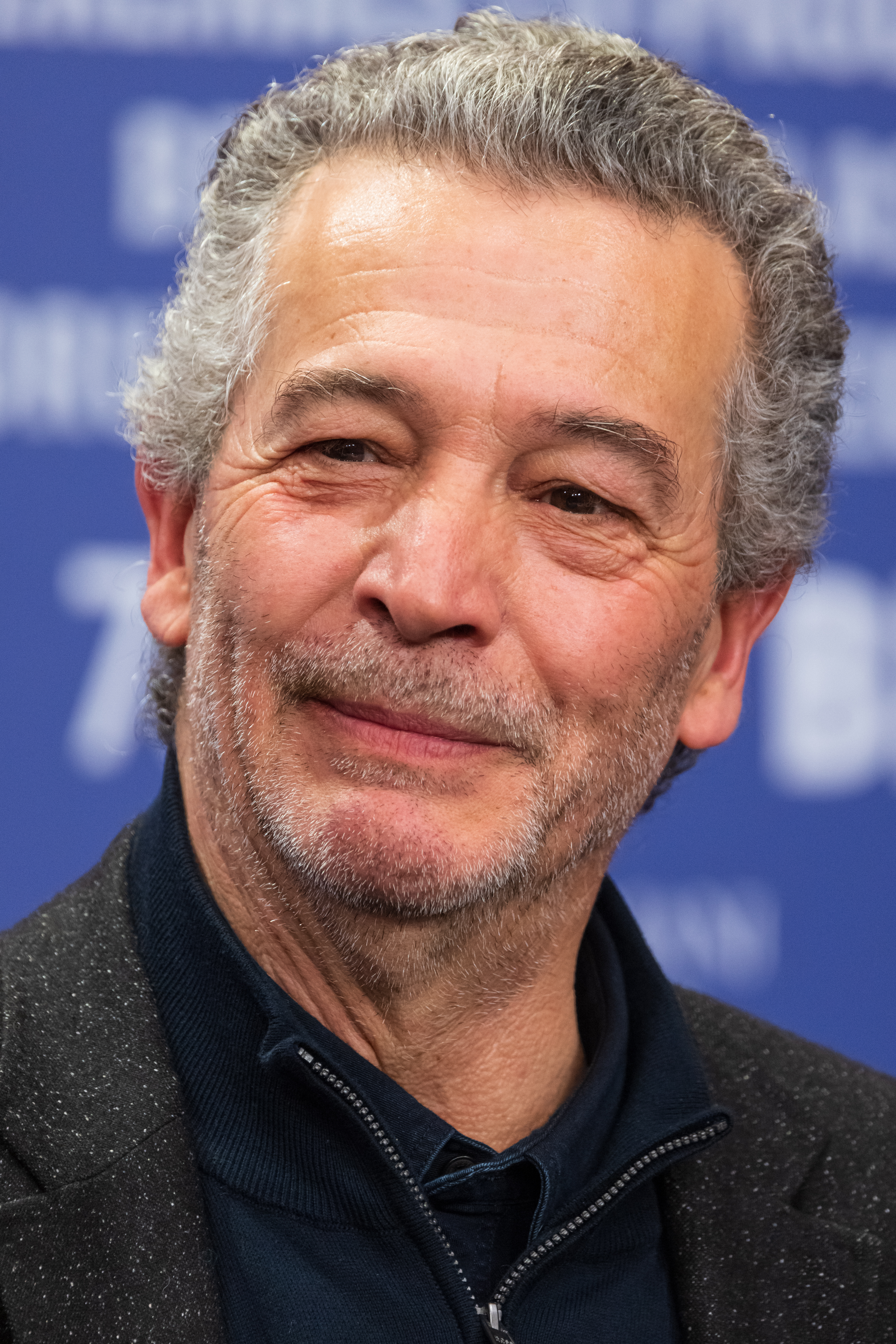
João Canijo, 2023

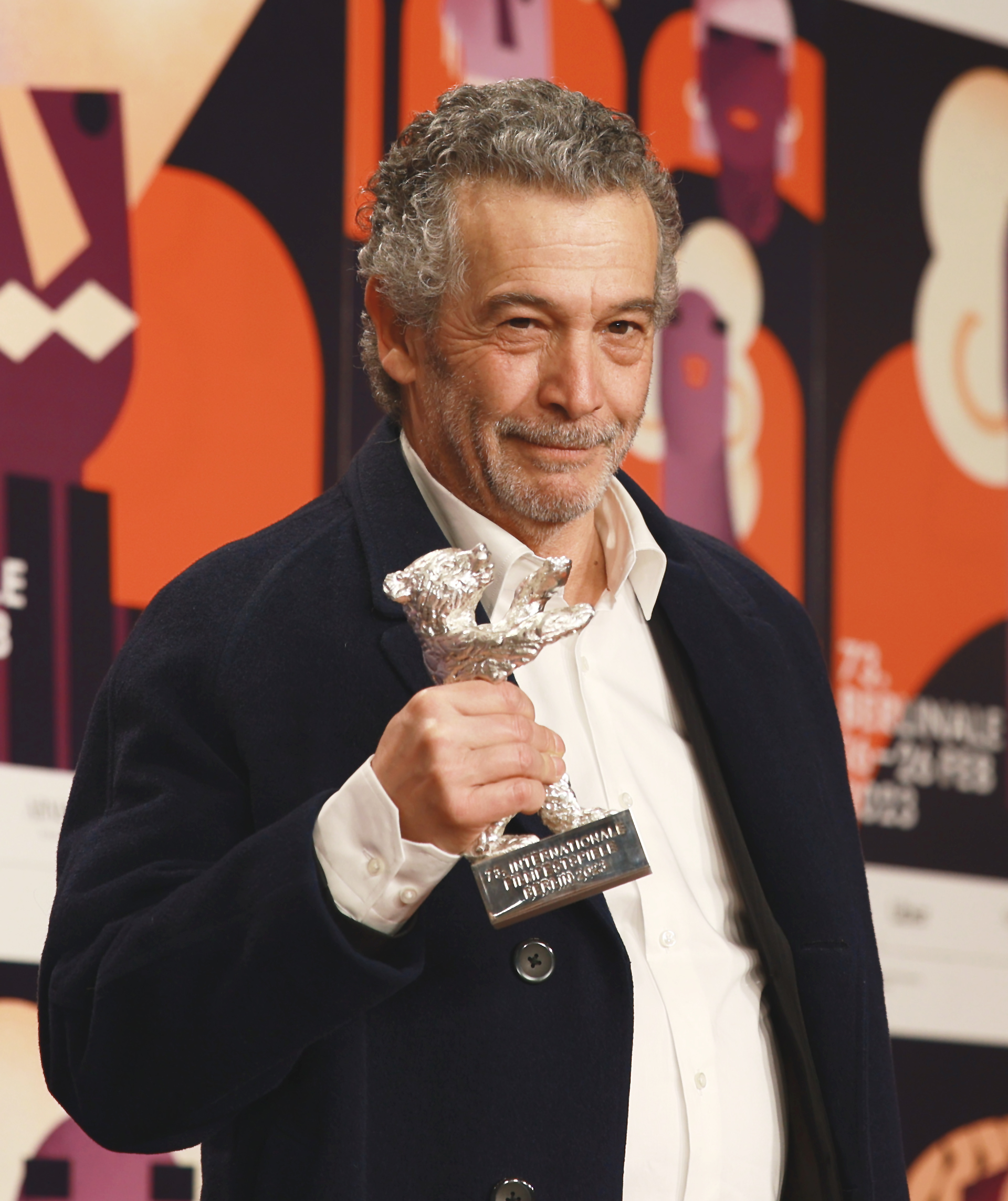
João Canijo mit seinem gewonnenen Silbernen Bären für Mal Viver bei der Berlinale 2023

João Manuel Altavilla Canijo (* 10. Dezember 1957 in Porto) ist ein portugiesischer Filmregisseur.

## Leben und Wirken
Zwischen 1977 und 1980 studierte er Geschichte an der Universität Porto, wendete sich dann dem Kino zu. Sieben Jahre arbeitete er als Regieassistent, etwa für Manoel de Oliveira (Francisca 1981, Mein Fall 1986), Wim Wenders (Der Stand der Dinge 1981), Alain Tanner (In der weissen Stadt 1982), Werner Schroeter (Der Rosenkönig 1984) oder Paulo Rocha (O Desejado 1987).
Seinen ersten eigenen Kurzfilm drehte er 1983. Sein erster abendfüllender Spielfilm war Trés menos eu von 1988, der auf dem International Film Festival Rotterdam des gleichen Jahres lief.
1987 inszenierte er erstmals am Theater (ein Stück von Edward A. Whitehead, unter dem Namen Jogos de Praia (Strandspiele) zusammen mit Diogo Dória in der Galeria Monumental, Lissabon). In den folgenden Jahren brachte er mehrmals Stücke auf die Bühne, etwa von David Mamet oder Eugene O’Neill.
Bei Wim Wenders’ Film für die Kulturhauptstadt Europas Lissabon, Lisbon Story (1994), war er ausführender Produzent und spielte zudem eine kleine Nebenrolle, als kleiner Betrüger.
Mit Sie haben meinen Sohn getötet!  (Ganhar a vida, „Das Leben verdienen“) beschäftigt er sich mit der Realität portugiesischer Gastarbeiter in den Pariser Vorstädten und fiel nun der internationalen Kritik auf, z. B. auf dem Filmfestival von Cannes.
Sein Film Noite Escura („Dunkle Nacht“) hatte seine Premiere beim Filmfestival von Cannes und war Kandidat für den Oscar/Bester fremdsprachiger Film.
Für seinen 2001 erschienenen Film Sangue do meu Sangue („Blut von meinem Blut“) gewann er den FIPRESCI-Preis auf dem Filmfestival von San Sebastian.
Er drehte danach einige Dokumentarfilme, aber auch beachtete Spielfilme wie der halbdokumentarische É o Amor („Es ist die Liebe“) über Fischerfrauen oder Fátima über eine Frauengruppe auf Pilgerwanderung nach Fátima, die auf einer Reihe Filmfestivals gezeigt wurden und gelegentlich auch Preise erhielten, etwa É o Amor als Bester Film bei den Caminhos do Cinema Português 2014. Fátima wurde im Herbst 2017 als fünfteilige Mini-Serie auch im portugiesischen Fernsehen gezeigt.
Im Jahr 2023 wurden seine Spielfilme Mal Viver und Viver Mal in das Programm der Internationalen Filmfestspiele Berlin aufgenommen. Beide Werke berichten mit unterschiedlichem Fokus von einer Hotelbesitzerfamilie beziehungsweise ihren Gästen. Während Mal Viver in den Wettbewerb um den Goldenen Bären eingeladen wurde, erhielt Viver Mal eine Einladung in die Sektion Encounters. Dies war zuvor noch keinem Filmemacher gelungen.
Fast alle seine Filme wurden produziert von Paulo Branco.

## Filmografie (Auswahl)
- 1983: A meio-amor (Halbe Liebe) – Kurzfilm
- 1988: Três Menos Eu (Drei, ohne mich)
- 1990: Filha da Mãe (Tochter der Mutter), auch DVD
- 1990: Alentejo Sem Lei (Gesetzloses Alentejo) – TV-Mehrteiler, auch DVD
- 1995: Cluedo – TV-Mehrteiler
- 1996: Sai da minha vida (Verschwinde aus meinem Leben) – TV-Mehrteiler
- 1998: Sapatos Pretos (Schwarze Schuhe), auch DVD
- 2000: Tarde Demais (Drehbuch), auch DVD
- 2001: Sie haben meinen Sohn getötet! (Ganhar a Vida), auch DVD
- 2004: Noite Escura (Dunkle Nacht), auch DVD
- 2007: Mãe Há Só Uma (Es gibt nur eine Mutter) – Kurzfilm
- 2007: Mal Nascida (Unglücklich geboren), auch DVD
- 2010: Fantasia Lusitana (Lusitanische Phantasie) – Dok./Filmcollage, auch DVD
- 2011: Sangue do Meu Sangue (Blut von meinem Blut), auch DVD
- 2011: Trabalho de Actriz, Trabalho de Actor (Arbeit einer Schauspielerin, Arbeit eines Schauspielers) – Dok.
- 2012: Raul Brandão Era Um Grande Escritor... (Raul Brandão war ein großer Schriftsteller...) – Dok./Kurzfilm
- 2012: Obrigação (Verpflichtung)
- 2013: É o Amor (Es ist die Liebe), auch DVD
- 2015: Portugal – Um Dia de Cada Vez (Portugal, ein Tag nach dem anderen) – Dok.
- 2016: O Dia do Meu Casamento (Der Tag meiner Hochzeit) – Kurzfilm
- 2017: Fátima (auch TV-Mehrteiler)
- 2017: Diário das Beiras – Dok.
- 2020: Fojos – Dok.
- 2023: Mal Viver (Schlechtes Leben)
- 2023: Viver Mal (Schlecht leben)

## Auszeichnungen
Internationale Filmfestspiele Berlin
- 2023: Auszeichnung mit dem Silbernen Bären/Preis der Jury und Nominierung für Goldenen Bären (für Mal Viver)

IndieLisboa
- 2014: TAP-Award Bester portugiesischer Spielfilm (für É o Amor)

Caminhos do Cinema Português
- 2014: Auszeichnung als Bester Film (für É o Amor)
- 2011: Bester Regisseur, Bestes Originaldrehbuch, Beste Schauspielerin (Rita Blanco), Großer Preis der Stadt Coimbra (für Sangue do Meu Sangue)
- zudem Nominierungen 2011, 2005.

Globo de Ouro
- 2014: Globo de Ouro für besten Kinofilm (für É o Amor)
- 2012: Globo de Ouro für besten Kinofilm (für Sangue do Meu Sangue)
- 2005: Globo de Ouro für besten Kinofilm (für Noite Escura)
- zudem Nominierungen 2018, 2009.

Prémios Sophia
- 2013: Auszeichnung für den besten kurzen Dokumentarfilm (für Raul Brandão Era Um Grande Escritor...)
- zudem Nominierungen 2018, 2016, 2014.

Crossing Europe
- 2012: New Vision Award (für Sangue do Meu Sangue)

Miami Film Festival
- 2012: Besondere Erwähnung, dazu Nominierung für den großen Preis der Jury (für Sangue do Meu Sangue)

Prémio Autores der SPA
- 2012: Auszeichnung Bester Film und Bestes Drehbuch (für Sangue do Meu Sangue)
- zudem Nominierungen 2018, 2014.

CinEuphoria Awards
- 2012: 3-mal Top Ten (Publikumspreis, nationaler Wettbewerb, internationaler Wettbewerb) (für Sangue do Meu Sangue)

San Sebastián International Film Festival
- 2011: FIPRESCI-Preis und TVE Otra Mirada Preis, Besondere Erwähnung, dazu Nominierung für eine Goldene Muschel (für Sangue do Meu Sangue)

Internationale Filmfestspiele von Venedig
- 2007: Nominierung für Orizzonti-Preis der Sektion fiktionale Filme (für Mal Nascida)

Internationale Filmfestspiele von Cannes
- 2004: Nominierung Un Certain Regard (für Noite Escura)
- 2001: Nominierung Un Certain Regard (für Sie haben meinen Sohn getötet!)